# Déforestation en Thaïlande

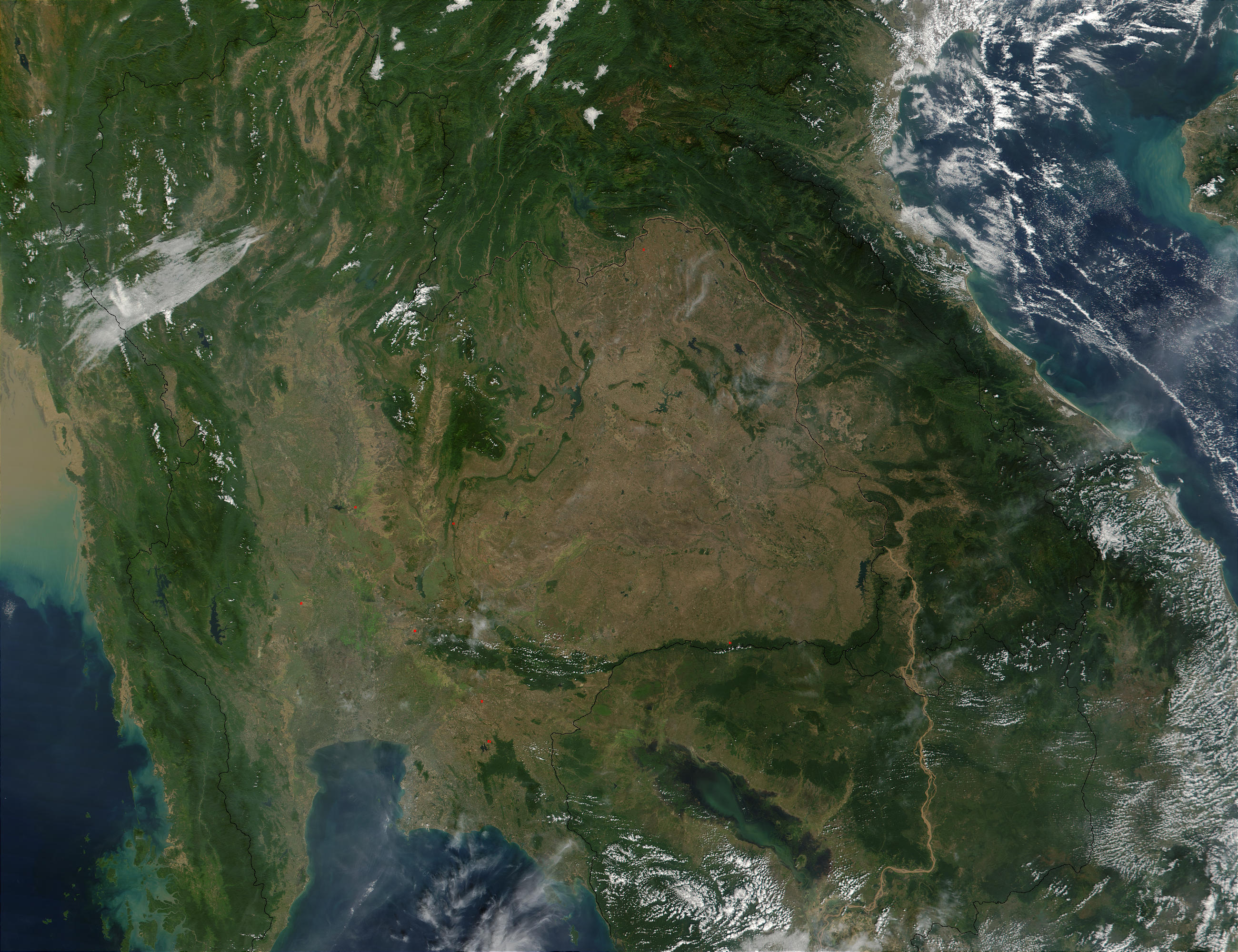
Photographie satellite montrant les effets de la déforestation qui rend visible la frontière avec le Cambodge au sud et avec le Laos au nord-est.

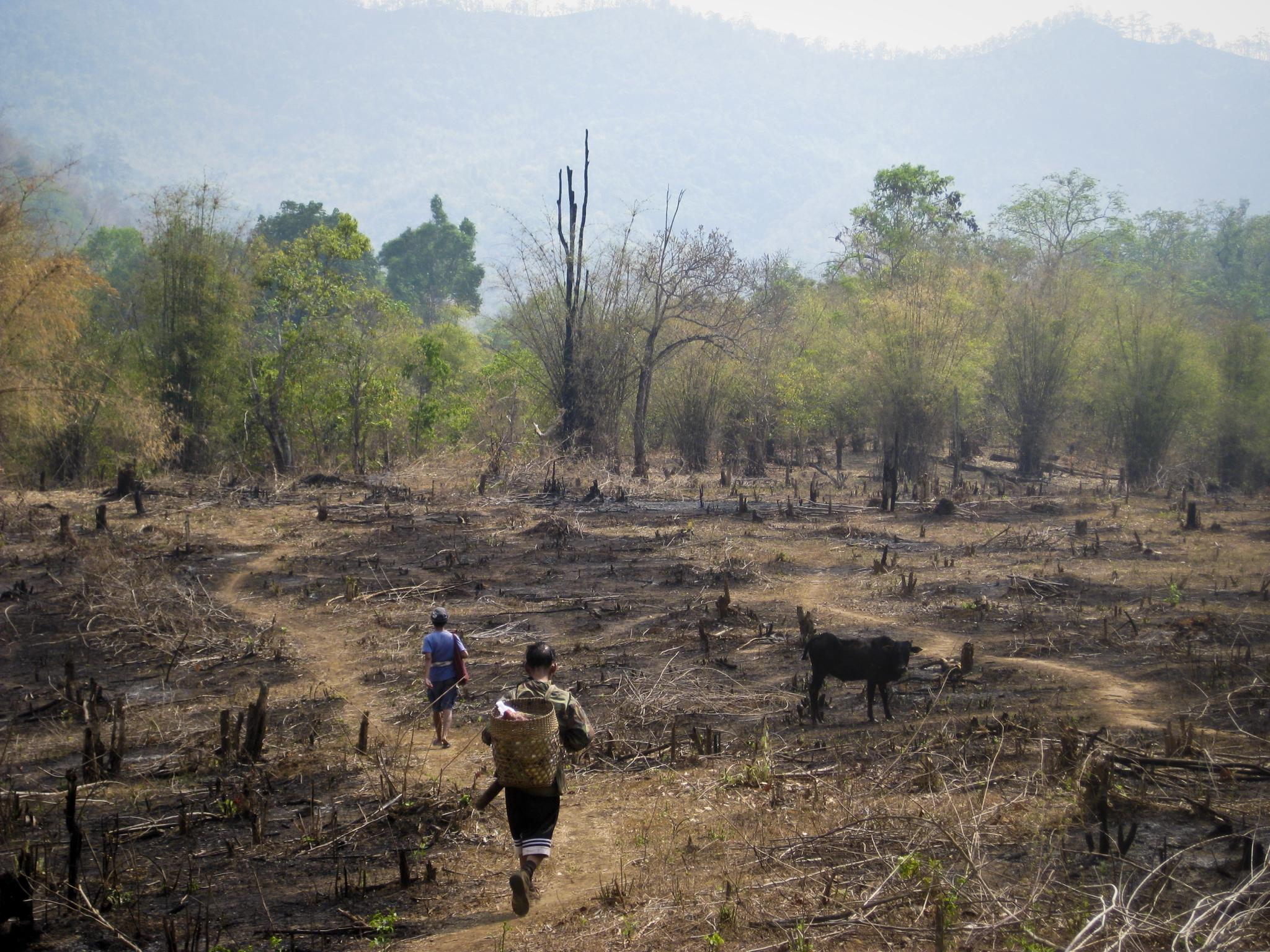
Exemple de culture sur brûlis en Thaïlande.

La déforestation en Thaïlande est parmi les plus intenses des pays asiatiques. Entre 1945 et 1975, les forêts sont passées de 61 à 34 % de la surface du pays. Dans les 11 années qui ont suivi, la Thaïlande a perdu 28 % des forêts restantes. Durant cette période, la perte a été de plus de 3 % par an. Entre 1975 et 2009, les forêts ont diminué au total de 43 %.

## Causes et conséquences
Parmi les causes citées fréquemment figurent la culture sur brûlis, mais aussi la corruption qui laisse agir les trafiquants de bois précieux.
En réalité, c'est l'expansion agricole qui est la cause principale, et de loin, de la déforestation.
Par contre la déforestation n'aurait qu'un effet relativement limité sur les inondations.

Déforestation dans le district de Mae Chaem, 2013

## Législation
En 1989, une loi contre la déforestation interdisant d'abattre des arbres sur tout le territoire (sauf dans les plantations) a été votée en Thaïlande,.